# Reading Football Club Women 2021-2022
Questa voce raccoglie le informazioni riguardanti il Reading Football Club Women nelle competizioni ufficiali della stagione 2021-2022.

## Stagione
Il campionato di FA Women's Super League è stato concluso all'ottavo posto con 25 punti conquistati, frutto di 7 vittorie, 4 pareggi e 11 sconfitte. In FA Women's Cup la squadra, che era partita dal quarto turno, è stata eliminata al quinto turno dopo aver perso contro il West Ham dopo i tempi supplementari. In FA Women's League Cup la squadra non ha superato la fase a gruppi, nonostante la seconda posizione in classifica nel gruppo D; infatti, era ammessa al turno successivo solo la migliore delle seconde classificate. Al termine della stagione, il 28 aprile 2022, Brooke Chaplen annunciò il suo ritiro dall'attività agonistica, dopo cinque stagioni consecutive al Reading. Chaplen si era fermata nel mese di febbraio dopo che le era stato diagnosticato un tumore alle ossa, che necessitava di operazioni e riabilitazione.

## Maglie e sponsor
Le tenute di gioco solo le stesse adottate dal Reading maschile.
| Casa | Trasferta |

## Rosa
Rosa e numeri come da sito ufficiale del club.
| N. |                          | Ruolo | Calciatrice                |
| -- | ------------------------ | ----- | -------------------------- |
| 1  | Irlanda (bandiera)       | P     | Grace Moloney              |
| 2  | Inghilterra (bandiera)   | D     | Faye Bryson                |
| 3  | Inghilterra (bandiera)   | D     | Emma Mitchell              |
| 4  | Inghilterra (bandiera)   | C     | Chloe Peplow               |
| 5  | Galles (bandiera)        | D     | Gemma Evans                |
| 6  | Canada (bandiera)        | C     | Deanne Rose                |
| 7  | Corea del Sud (bandiera) | A     | Jeon Ga-eul                |
| 9  | Norvegia (bandiera)      | A     | Amalie Vevle Eikeland      |
| 10 | Inghilterra (bandiera)   | A     | Natasha Dowie              |
| 11 | Galles (bandiera)        | C     | Natasha Harding (capitano) |
| 12 | Inghilterra (bandiera)   | A     | Emma Harries               |

| N. |                        | Ruolo | Calciatrice               |
| -- | ---------------------- | ----- | ------------------------- |
| 14 | Inghilterra (bandiera) | D     | Deanna Cooper             |
| 19 | Inghilterra (bandiera) | A     | Brooke Chaplen            |
| 21 | Inghilterra (bandiera) | P     | Rhiannon Stewart          |
| 23 | Galles (bandiera)      | C     | Rachel Rowe               |
| 27 | Belgio (bandiera)      | C     | Justine Vanhaevermaet     |
| 28 | Galles (bandiera)      | D     | Lily Woodham              |
| 31 | Inghilterra (bandiera) | D     | Bethan Roberts            |
| 33 | Scozia (bandiera)      | C     | Leila Lister              |
| 37 | Inghilterra (bandiera) | C     | Tia Primmer               |
| 41 | Inghilterra (bandiera) | P     | Hannah Poulter            |
| 51 | Danimarca (bandiera)   | C     | Sanne Troelsgaard Nielsen |

## Calciomercato

### Sessione estiva
| Acquisti | Acquisti              | Acquisti       | Acquisti      |
| R.       | Nome                  | da             | Modalità      |
| -------- | --------------------- | -------------- | ------------- |
| D        | Faye Bryson           | Bristol City   | [ 8 ]         |
| D        | Gemma Evans           | Bristol City   | [ 9 ]         |
| D        | Kiera Skeels          | Bristol City   | fine prestito |
| C        | Chloe Peplow          | Tottenham      | [ 10 ]        |
| C        | Sophie Quirk          | London Bees    | fine prestito |
| C        | Deanne Rose           | Florida Gators | [ 11 ]        |
| C        | Justine Vanhaevermaet | LSK Kvinner    | [ 12 ]        |
| A        | Natasha Dowie         | Milan          | [ 13 ]        |

| Cessioni | Cessioni               | Cessioni            | Cessioni |
| R.       | Nome                   | a                   | Modalità |
| -------- | ---------------------- | ------------------- | -------- |
| P        | Erin Nayler            | Umeå IK             | [ 14 ]   |
| D        | Molly Bartrip          | Tottenham           | [ 14 ]   |
| D        | Kristine Bjørdal Leine | Rosenborg           | [ 14 ]   |
| D        | Kiera Skeels           | Charlton Athletic   | [ 15 ]   |
| C        | Molly Childerhouse     | Oxford United       | [ 14 ]   |
| C        | Silvana Flores         | Tottenham           | [ 14 ]   |
| C        | Angharad James         | N. Carolina Courage | [ 16 ]   |
| C        | Fara Williams          |                     | ritirata |
| A        | Lauren Bruton          | Charlton Athletic   | [ 14 ]   |
| A        | Danielle Carter        | Reading             | [ 18 ]   |

### Sessione invernale
| Acquisti | Acquisti                  | Acquisti  | Acquisti |
| R.       | Nome                      | da        | Modalità |
| -------- | ------------------------- | --------- | -------- |
| C        | Sanne Troelsgaard Nielsen | Rosengård | [ 19 ]   |

| Cessioni | Cessioni    | Cessioni          | Cessioni |
| R.       | Nome        | a                 | Modalità |
| -------- | ----------- | ----------------- | -------- |
| A        | Jeon Ga-eul | Sejong Sportstoto | [ 20 ]   |

## Risultati

### FA Women's Super League

#### Girone di andata
| Arbitro: | Byrne |

|                       |           |  |
| Hanson 39’ Batlle 54’ | Marcatori |  |

| Arbitro: | Heaslip |

|  |           |                                       |
|  | Marcatori | 17’ Beattie 30’ Mead 32’, 50’ Miedema |

| Arbitro: | Fearns |

|         |           |  |
| Naz 85’ | Marcatori |  |

| Arbitro: | May |

|  |           |                                     |
|  | Marcatori | 2’ Anvegård 38’ Emslie 45+9’ Turner |

| Arbitro: | Saunders |

|                                   |           |  |
| Eikeland 16’ Rowe 19’ Dowie 45+3’ | Marcatori |  |

| Arbitro: | Saunders |

|  |           |                         |
|  | Marcatori | 47’ Dowie 54’, 71’ Rose |

| Arbitro: | Heaslip |

|                    |           |                                   |
| Evans 19’ Fisk 35’ | Marcatori | 70’ (aut.) Stringer 90+2’ Harries |

| Arbitro: | Conley |

|                      |           |  |
| Dowie 3’ Harries 86’ | Marcatori |  |

| Arbitro: | Saunders |

|         |           |  |
| Rose 4’ | Marcatori |  |

| Arbitro: | Backhouse |

|                     |           |  |
| Stokes 73’ Hemp 84’ | Marcatori |  |

| Arbitro: | Saunders |

|           |           |  |
| Dowie 11’ | Marcatori |  |

#### Girone di ritorno
| Arbitro: | Bell |

|                                                        |           |  |
| Miedema 22’ McCabe 24’ Williamson 34’ Blackstenius 72’ | Marcatori |  |

| Arbitro: | Benn |

|                                                  |           |                       |
| Vanhaevermaet 45+4’ Dowie 48’ (rig.) Harries 55’ | Marcatori | 3’ Lawley 36’ Pennock |

| Arbitro: | Kitchen |

|             |           |                       |
| Anvegård 5’ | Marcatori | 75’ Dowie 88’ Primmer |

| Arbitro: | Brook |

|                                        |           |              |
| Green 20’, 52’ Whelan 61’ Koivisto 68’ | Marcatori | 88’ Eikeland |

| Reading 6 marzo 2022, ore 14:00 UTC+0 16ª giornata | Reading | 0 – 0 referto | Tottenham | Madejski Stadium\| Arbitro: \| Impey \| |
| Arbitro:                                           | Impey   |               |           |                                         |

| Arbitro: | May |

|          |           |                          |
| Rose 16’ | Marcatori | 5’, 25’ Galton 43’ Russo |

| Arbitro: | Impey |

|                  |           |                          |
| Petzelberger 76’ | Marcatori | 69’ (rig.) Vanhaevermaet |

| Arbitro: | Heaslip |

|                                              |           |  |
| Fleming 40’ England 52’, 90+2’ Kerr 66’, 77’ | Marcatori |  |

| Arbitro: | Reeves |

|              |           |                         |
| Bryson 90+5’ | Marcatori | 46’ Snerle 86’ Hasegawa |

| Leicester 1º maggio 2021, ore 14:00 UTC+1 21ª giornata | Leicester City | 0 – 0 referto | Reading | King Power Stadium\| Arbitro: \| Watkins \| |
| Arbitro:                                               | Watkins        |               |         |                                             |

| Arbitro: | Simms |

|  |           |                                                    |
|  | Marcatori | 33’ Hemp 40’ Shaw 85’ White 90+1’ (rig.) Greenwood |

### FA Women's Cup
| Arbitro: | May |

|                        |           |                                        |
| Koivisto 64’ Green 76’ | Marcatori | 34’ Vanhaevermaet 51’ Rose 83’ Primmer |

| Reading 27 febbraio 2022, ore 14:00 UTC+0 Quinto turno  | Reading   | 0 – 1 (d.t.s.) referto | West Ham | Madejski Stadium |
| \| \| \| \| \| \| Marcatori \| 105+1’ Brynjarsdóttir \| |           |                        |          |                  |
|                                                         |           |                        |          |                  |
|                                                         | Marcatori | 105+1’ Brynjarsdóttir  |          |                  |

### FA Women's League Cup

#### Fase a gruppi
| Arbitro: | Pearson |

|  |           |                |
|  | Marcatori | 90+2’ Harrison |

| Arbitro: | Saunders |

|               |           |                            |
| M. Sharpe 51’ | Marcatori | 34’ Evans 73’, 76’ Chaplen |

| Arbitro: | Byrne |

|                                                                |                      |                                                                    |
| Cleverly 10’                                                   | Marcatori            | 17’ Dowie                                                          |
| Dalton Logan Timms Miller Noble Ashworth-Clifford Cousins Hack | Tiri di rigore 6 – 5 | Peplow Dowie Harries Vanhaevermaet Woodham Eikeland Primmer Lister |

## Statistiche

### Statistiche di squadra
| Competizione            | Punti | In casa | In casa | In casa | In casa | In casa | In casa | In trasferta | In trasferta | In trasferta | In trasferta | In trasferta | In trasferta | Totale | Totale | Totale | Totale | Totale | Totale | DR  |
| Competizione            | Punti | G       | V       | N       | P       | Gf      | Gs      | G            | V            | N            | P            | Gf           | Gs           | G      | V      | N      | P      | Gf     | Gs     | DR  |
| ----------------------- | ----- | ------- | ------- | ------- | ------- | ------- | ------- | ------------ | ------------ | ------------ | ------------ | ------------ | ------------ | ------ | ------ | ------ | ------ | ------ | ------ | --- |
| FA Women's Super League | 25    | 11      | 5       | 1       | 5       | 12      | 18      | 11           | 2            | 3            | 6            | 9            | 22           | 22     | 7      | 4      | 11     | 21     | 40     | -19 |
| FA Women's Cup          | -     | 1       | 0       | 0       | 1       | 0       | 1       | 1            | 1            | 0            | 0            | 3            | 2            | 2      | 1      | 0      | 1      | 3      | 3      | 0   |
| FA Women's League Cup   | -     | 1       | 0       | 0       | 1       | 0       | 1       | 2            | 1            | 1            | 0            | 4            | 2            | 3      | 1      | 1      | 1      | 4      | 3      | +1  |
| Totale                  | -     | 13      | 5       | 1       | 7       | 12      | 20      | 14           | 4            | 4            | 6            | 16           | 26           | 27     | 9      | 5      | 13     | 28     | 46     | -18 |

### Andamento in campionato
| Giornata  | 1  | 2  | 3  | 4  | 5  | 6 | 7 | 8 | 9 | 10 | 11 | 12 | 13 | 14 | 15 | 16 | 17 | 18 | 19 | 20 | 21 | 22 |
| --------- | -- | -- | -- | -- | -- | - | - | - | - | -- | -- | -- | -- | -- | -- | -- | -- | -- | -- | -- | -- | -- |
| Luogo     | T  | C  | T  | C  | C  | T | T | C | C | T  | C  | T  | C  | T  | T  | C  | C  | T  | T  | C  | T  | C  |
| Risultato | P  | P  | P  | P  | V  | V | N | V | V | P  | V  | P  | V  | V  | P  | N  | P  | N  | P  | P  | N  | P  |
| Posizione | 11 | 11 | 11 | 12 | 10 | 9 | 8 | 8 | 8 | 8  | 6  | 7  | 6  | 5  | 6  | 6  | 7  | 8  | 8  | 8  | 8  | 8  |

Legenda:

Luogo: C = Casa; T = Trasferta. Risultato: V = Vittoria; N = Pareggio; P = Sconfitta.

### Statistiche delle giocatrici
| Giocatore        | FA Women's Super League | FA Women's Super League | FA Women's Super League | FA Women's Super League | FA Women's Cup | FA Women's Cup | FA Women's Cup | FA Women's Cup | FA Women's League Cup | FA Women's League Cup | FA Women's League Cup | FA Women's League Cup | Totale   | Totale | Totale      | Totale     |
| Giocatore        | Presenze                | Reti                    | Ammonizioni             | Espulsioni              | Presenze       | Reti           | Ammonizioni    | Espulsioni     | Presenze              | Reti                  | Ammonizioni           | Espulsioni            | Presenze | Reti   | Ammonizioni | Espulsioni |
| ---------------- | ----------------------- | ----------------------- | ----------------------- | ----------------------- | -------------- | -------------- | -------------- | -------------- | --------------------- | --------------------- | --------------------- | --------------------- | -------- | ------ | ----------- | ---------- |
| F. Bryson        | 20                      | 1                       | 2                       | 0                       | 2              | 0              | 2              | 0              | 2                     | 0                     | 0                     | 0                     | 24       | 1      | 4           | 0          |
| B. Chaplen       | 8                       | 0                       | 1                       | 0                       | -              | -              | -              | -              | 2                     | 2                     | 0                     | 0                     | 10       | 2      | 1           | 0          |
| D. Cooper        | 17                      | 0                       | 0                       | 0                       | 1              | 0              | 0              | 0              | 1                     | 0                     | 0                     | 0                     | 19       | 0      | 0           | 0          |
| N. Dowie         | 17                      | 6                       | 0                       | 0                       | 2              | 0              | 0              | 0              | 3                     | 1                     | 0                     | 0                     | 22       | 7      | 0           | 0          |
| A. Eikeland      | 20                      | 2                       | 1                       | 0                       | 2              | 0              | 1              | 0              | 3                     | 0                     | 1                     | 0                     | 25       | 2      | 3           | 0          |
| G. Evans         | 22                      | 0                       | 0                       | 0                       | 2              | 0              | 0              | 0              | 3                     | 1                     | 0                     | 0                     | 27       | 1      | 0           | 0          |
| N. Harding       | 22                      | 0                       | 3                       | 0                       | 2              | 0              | 0              | 0              | 2                     | 0                     | 0                     | 0                     | 26       | 0      | 3           | 0          |
| E. Harris        | 19                      | 3                       | 0                       | 0                       | 2              | 0              | 0              | 0              | 3                     | 0                     | 0                     | 0                     | 24       | 3      | 0           | 0          |
| G. Jeon          | 2                       | 0                       | 0                       | 0                       | -              | -              | -              | -              | -                     | -                     | -                     | -                     | 2        | 0      | 0           | 0          |
| L. Lister        | 0                       | 0                       | 0                       | 0                       | 0              | 0              | 0              | 0              | 1                     | 0                     | 0                     | 0                     | 1        | 0      | 0           | 0          |
| E. Mitchell      | -                       | -                       | -                       | -                       | -              | -              | -              | -              | -                     | -                     | -                     | -                     | -        | -      | -           | -          |
| G. Moloney       | 20                      | -32                     | 2                       | 0                       | -              | -              | -              | -              | 3                     | -3                    | 1                     | 0                     | 23       | -35    | 3           | 0          |
| C. Peplow        | 13                      | 0                       | 0                       | 0                       | 0              | 0              | 0              | 0              | 3                     | 0                     | 0                     | 0                     | 16       | 0      | 0           | 0          |
| H. Poulter       | 0                       | 0                       | 0                       | 0                       | 0              | 0              | 0              | 0              | 0                     | 0                     | 0                     | 0                     | 0        | 0      | 0           | 0          |
| T. Primmer       | 10                      | 1                       | 2                       | 0                       | 2              | 1              | 0              | 0              | 2                     | 0                     | 0                     | 0                     | 14       | 2      | 2           | 0          |
| B. Roberts       | 4                       | 0                       | 0                       | 0                       | 1              | 0              | 0              | 0              | 2                     | 0                     | 0                     | 0                     | 7        | 0      | 0           | 0          |
| D. Rose          | 21                      | 4                       | 1                       | 0                       | 2              | 1              | 0              | 0              | 3                     | 0                     | 0                     | 0                     | 26       | 5      | 1           | 0          |
| R. Rowe          | 14                      | 1                       | 1                       | 0                       | 1              | 0              | 0              | 0              | 1                     | 0                     | 0                     | 0                     | 16       | 1      | 1           | 0          |
| R. Stewart       | 3                       | -8                      | 0                       | 0                       | 2              | -3             | 0              | 0              | 0                     | 0                     | 0                     | 0                     | 5        | -11    | 0           | 0          |
| S. Troelsgaard   | 13                      | 0                       | 2                       | 0                       | 2              | 0              | 1              | 0              | -                     | -                     | -                     | -                     | 15       | 0      | 3           | 0          |
| J. Vanhaevermaet | 19                      | 2                       | 2                       | 0                       | 2              | 1              | 0              | 0              | 3                     | 0                     | 0                     | 0                     | 24       | 3      | 2           | 0          |
| L. Woodham       | 21                      | 0                       | 3                       | 0                       | 2              | 0              | 0              | 0              | 3                     | 0                     | 0                     | 0                     | 26       | 0      | 3           | 0          |